# Візуальний контроль

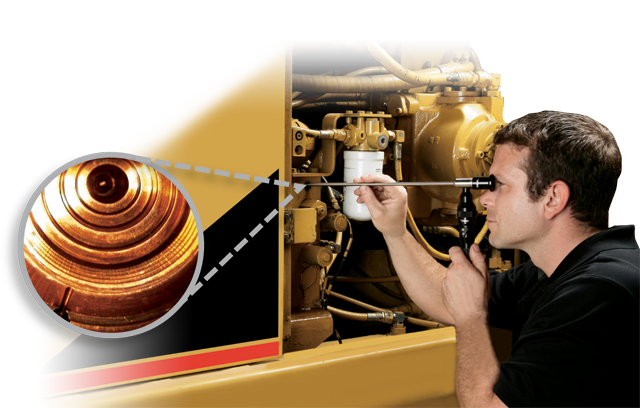
Використання борескопа для візуального контролю стану поверхонь у важкодоступних місцях

Візуа́льний контро́ль — органолептичний контроль, що здійснюється органами зору. Візуальний контроль виробів при технічному діагностуванні здійснюють з метою виявлення змін їх форми, а також поверхневих дефектів (тріщин, корозійних пошкоджень, деформацій тощо).

## Загальний опис
Візуальний контроль виконують, як правило, неозброєним оком або за допомогою лупи. Збільшення лупи має бути 4 … 7-кратним при контролі основного матеріалу і зварних з'єднань при виготовленні, монтажі і ремонті і до 20-кратного при технічному діагностуванні. Приймачем світлового випромінювання при цьому є очі людини, тому при організації візуального контролю необхідно враховувати особливості людського зору.
Найважливішими факторами при візуальному контролі є ступінь розрізнення дефектів і роздільна здатність зору. Ступінь розрізнення дефектів при їх спостереженні залежить від контрастності, кольору, кутових розмірів об'єктів, різкості їх контурів і умов освітлення, а також тривалості розглядання. Кожному із зазначених властивостей відповідає свій абсолютний поріг розрізнення, нижче якого дефект не може бути видно, наскільки б сприятливі не були умови спостереження з точки зору інших властивостей.
Найбільш важливими умовами розрізнення вважають контраст яскравості і кутові розміри дефекту. Під контрастом розуміють властивість дефекту виділятися на навколишньому фоні за рахунок різниці енергетичної яскравості дефекту і навколишнього його тла.
Під колірним контрастом розуміють міру відмінності кольорів по їх колірному тону, насиченості і яскравості. Око здатне розрізняти велику кількість колірних відтінків. Разом з тим ця здатність у різних людей різна і перевіряється за допомогою спеціальних атласів кольорів.
Максимальний контраст дефекту досягається шляхом підбору кута освітлення і спостереження, спектра та інтенсивності джерела випромінювання, стану його поляризації і ступеня когерентності.
Візуальний контроль включає в себе зовнішній і внутрішній огляди об'єкта, при цьому формується якісна оцінка відхилення від заданої геометричної форми, корозійного стану, фіксується наявність поверхневих дефектів зварних з'єднань і основного металу. Візуально оцінюють стан захисних покриттів, контролюють якість виробів за їх кольором тощо.

## Різновиди
Візуальний контроль із застосуванням оптичних засобів називають візуально-оптичним.

## Застосування
Візуальний огляд зварних з'єднань виконують з метою не допущення таких дефектів зварювання, як тріщини всіх видів і напрямків, підрізи, напливи, перепали, не заплавлені кратери. Норми допустимих дефектів визначаються стандартами, технічними умовами і нормативно-технічною документацією. Перед внутрішнім оглядом посудина повинна бути зупинена, охолоджена, вивільнена від продукту, відключена заглушками від трубопроводів. Всі роботи виконуються у відповідності з вимогами правил та інструкцій з охорони праці.